# أودية تبوك
تقع منطقة تبوك في الجزء الشمالي الغربي من المملكة العربية السعودية بين جبلي حسمي في الغرب وشرورى في الشرق وتحد تبوك شمالاً القصائم وجنوبًا جبال رايس والهضيبة كما تقع بسهل منخفض وارتفاعها عن سطح البحر ما بين 600 – 800 متر، وموقع تبوك الجغرافي جعلها محاطة بأودية كبيرة ويذكر رئيس النادي الأدبي بتبوك الدكتور مسعد بن عيد العطوي بأن أودية تبوك تمتد من حرة الرحاء والعويرض وحسمي حيث تصب في سهول تبوك ومنها الوادي الأخضر الذي يمتد من جنوب جبلي شيبان ووتر وتصب فيه أودية كثيرة ليتدفق شرق تبوك ووادي أتانة الذي تصب فيه أودية كثيرة منها «الرقراق والعضة والرمضة ورشدان سدير ونجية ثم يتصل بوادي الضيقية الذي ينحدر إلى وادي الهاثل الذي يتدفق فيه أيضا وادي الغضا ويسمى الآن « غضى» وصاد والوبري ووادي نعام، ووادي الهاثل يتدفق في وادي أبونشيفة شرق تبوك فهو يفصل بين تبوك والوادي الأخضر. ومن الجهة الغربية تتدفق أودية العويند وقنا والهدرة في وادي البقار لتصب في القاع الزراعي غرب تبوك الذي قربت منه المباني السكنية وأودية حسمي الكثيرة التي تتصل بوادي ضم في شمال غرب تبوك ويتدفق سيله في المحتطب عند بوابة تبوك الشهيرة .أبرز تلك الأودية والجهود التي تبذلها عدد من الادارات الحكومية في المنطقة لدرء مخاطر تلك الأودية.

## أبرز أودية تبوك

### وادي الحمض
و هو يشتهر بالأسم التاريخي '''وادي إِضَم''' ويعد واحد من أكبر أودية المملكة العربية السعودية، بطوله حوالي ربعمائة وخمسون كيلو متر تقريبا، ويبدأ وادي الحمض من منطقة المدينة المنورة متجها نحو الشمال بميل إلى الغرب حتى يصل إلى شمال غرب خيبر حيث يلتقي بوادي الجزل ثم يتغير الإتجاه إلى الجهة الغربية مخترقا الجبال ليصل إلى السهل الساحلي حتى يصب في البحر الأحمر بين مدينتي أملج والوجه، و بالتحديد يقع مصب الوادي في شمال أملج 107 كيلو متر حيث يتحول في بعض المواسم لنهر جاري والجدير بالذكر أنه قد يظل مستمرا ما يزيد عن عشرون يوم دون توقف، ويختلف وادي الحمض عن باقي أودية تهامة الأخرى ذلك لأنه الوادي الوحيد الذي لا يبدأ من الجهة الغربية لهضبة شبه الجزيرة العربية.

### وادي عِفال
هو واحد من أبرز أودية منطقة تبوك، يصل طوله حوالي 170 كيلو متر بينما يبلغ متوسط انحداره حوالي 10 متر لكل كيلو متر، وينبع الوادي من جبال مدين حتى يصب في خليج الخريبة الذي يقع قريبا من عيينات، ومن أشهر روافد وادي عِفال كل من (وادي الأبيض، ووادي الزيتة).

### وادي فجر
هو أحد أودية منطقة تبوك، ويصل طول الوادي حوالي 170 كيلو متر بينما يبلغ متوسط انحداره 2 متر لكل كيلو متر، وينبع الوادي من جبال الضاحكية وجبال اللبدة حتى يصب في نفود الرشيدان ومن أشهر روافده وادي القليبة.

### وادي نيّال
هو إحدى أودية شبه الجزيرة العربية، ويصل طوله 150 كيلو متر بينما يبلغ متوسط انحداره 1,3 متر لكل كيلو متر، وينبع الوادي من جبال الغوار وجبال الضاحكية، ويصب في الخنفة ولعل من أشهر روافده وادي الخنافرية.

### وادي الأخضر
هو أحد أودية شبه الجزيرة العربية، و يصل طوله حوالي 150 كيلو متر بينما يبلغ متوسط انحداره 5,8 متر لكل كيلو متر، ينبع الوادي من حرة الرحا و يصب في قاع شرورا الذي يقع في الجزء الشمالي من مدينة تبوك ، و لعل من أشهر روافده وادي قنا ووادي الرمامية.

### وادي دَبِل
يعد وادي دَبِل واحد من الأودية المعروفة بمنطقة تبوك و يصل طول الوادي حوالي 145 كيلو متر بينما يبلغ متوسط انحداره 3,8 متر لكل كيلو متر، وينبع الوادي من جبال ظفيِّر حتى يصب في قاع وهي توجد في الجهة الشرقية من حالة عمار، و من أشهر روافده وادي دبيِّل.

### وادي دامة
يعتبر وادي دامة أحد أودية تبوك المعروفة، ويصل طوله حوالي 125 كيلو متر ويبلغ متوسط انحداره 13,4 متر لكل كيلو متر، وينبع وادي دامة من حرة الرحا حتى يصب في البحر الأحمر بالتحديد مقابل جزيرة النعمان ومن أشهر روافده وادي شواق ووادي قراقر.

### وادي الديسة
أحد مواقع مدينة تبوك في السعودية، يتميز بوفرة جداول المياه، وأشجار النخيل والأعشاب البرية، ماجعله يكتسب طبيعة منفردا، إضافةً إلى أنه يعد واحدًا من أهم المرتكزات الطبيعية لمشروع نيوم. جاءت تسميته على قرية الديسة، التي تقع على مدخل الوادي من الجهة الغربية. وتعني كلمة الديسة (الوادي المليء بأشجار النخيل). ويسمى أيضًا بـ«قراقر»، أو وادي دامه.

### وادي أبو نشيفة
وهو من الأودية الهامة والتي تشكل خطورة على مدينة تبوك حيث تنشأ روافده من حرة تبوك ومنخفض الرمضة والأطراف الشمالية من حرة الرهاة وكذلك اللحف والجلف الواقع جنوب تبوك وتتجمع هذه الروافد في فرعين رئيسين هما وادي الاثالي والذي يجمع وادي نجيه ووادي أثانه والثاني وادي غضى وعند التقاء الواديين يسمى وادي أبو نشيفة وحين يصل قرب مدينة تبوك من الناحية الشرقية تنعدم الجبال وتقل المرتفعات التي تحدد مجراه وتصبح الأرض شبه مستوية مما يسهل تفرعاته باتجاه المدينة وتكمن خطورة هذه التفرعات في حالة فيضان الوادي، وأهم هذه التفرعات هي:
أ: الفرع الجنوبي والذي يكون مجرى مع وادي نعام ويمر جنوب المدينة.
ب: شعيب روضان ويتوسط الأحياء الجنوبية من المدينة وقد حدد مجراه من قبل الجهات المختصة.
ج: شعيب الصالحية يتوسط المدينة وقد اختفت معالمه.

### وادي الغويل
وهو من الأودية المتوسطة وتنشأ روافده من الحفرة ومرتفعات حسمي وأطراف حرة تبوك الشمالية، حيث يجتمع وادي الفوهة مع وادي العويند ويكونان مجرى واحداً يلتقي بوادي الشكاعا الجنوبية لينتج عنهما وادي الغويل الذي يلتقي مع وادي دمج ويصب شمال المنطقة الصناعية في قاع المحتطب.

### وادي البقار
واد يقع غرب وادي ابي عجيجات يأخذ من سفوح حرة الرهاة الغربية ومن حرة العويند ورؤافه ثم يمر بغرب تبوك فيندفع مع سابقيه . وتكمن خطورته على الأحياء الجديدة التي وزعت غرب تبوك وقد أقيم سد حماية له بأمر من صاحب السمو الملكي الأمير فهد بن سلطان أمير منطقة تبوك.